# Ophrynia
Ophrynia Jocqué, 1981 è un genere di ragni appartenente alla famiglia Linyphiidae.

## Distribuzione
Le dodici specie oggi note di questo genere sono state rinvenute in Africa centrale: dieci di esse nella sola Tanzania.

## Tassonomia
Dal 1990 non sono stati esaminati altri esemplari di questo genere.
A dicembre 2012, si compone di 12 specie e 1 sottospecie:
- Ophrynia galeata Jocqué & Scharff, 1986 — Tanzania
  - Ophrynia galeata lukwangulensis Jocqué & Scharff, 1986 — Tanzania
- Ophrynia infecta Jocqué & Scharff, 1986 — Tanzania
- Ophrynia insulana Scharff, 1990 — Tanzania
- Ophrynia juguma Scharff, 1990 — Tanzania
- Ophrynia perspicua Scharff, 1990 — Tanzania
- Ophrynia revelatrix Jocqué & Scharff, 1986 — Tanzania
- Ophrynia rostrata Jocqué & Scharff, 1986 — Tanzania
- Ophrynia summicola Jocqué & Scharff, 1986 — Tanzania
- Ophrynia superciliosa Jocqué, 1981[3] — Malawi
- Ophrynia trituberculata Bosmans, 1988 — Camerun
- Ophrynia truncatula Scharff, 1990 — Tanzania
- Ophrynia uncata Jocqué & Scharff, 1986 — Tanzania